# 穆爾斯科斯雷迪什切

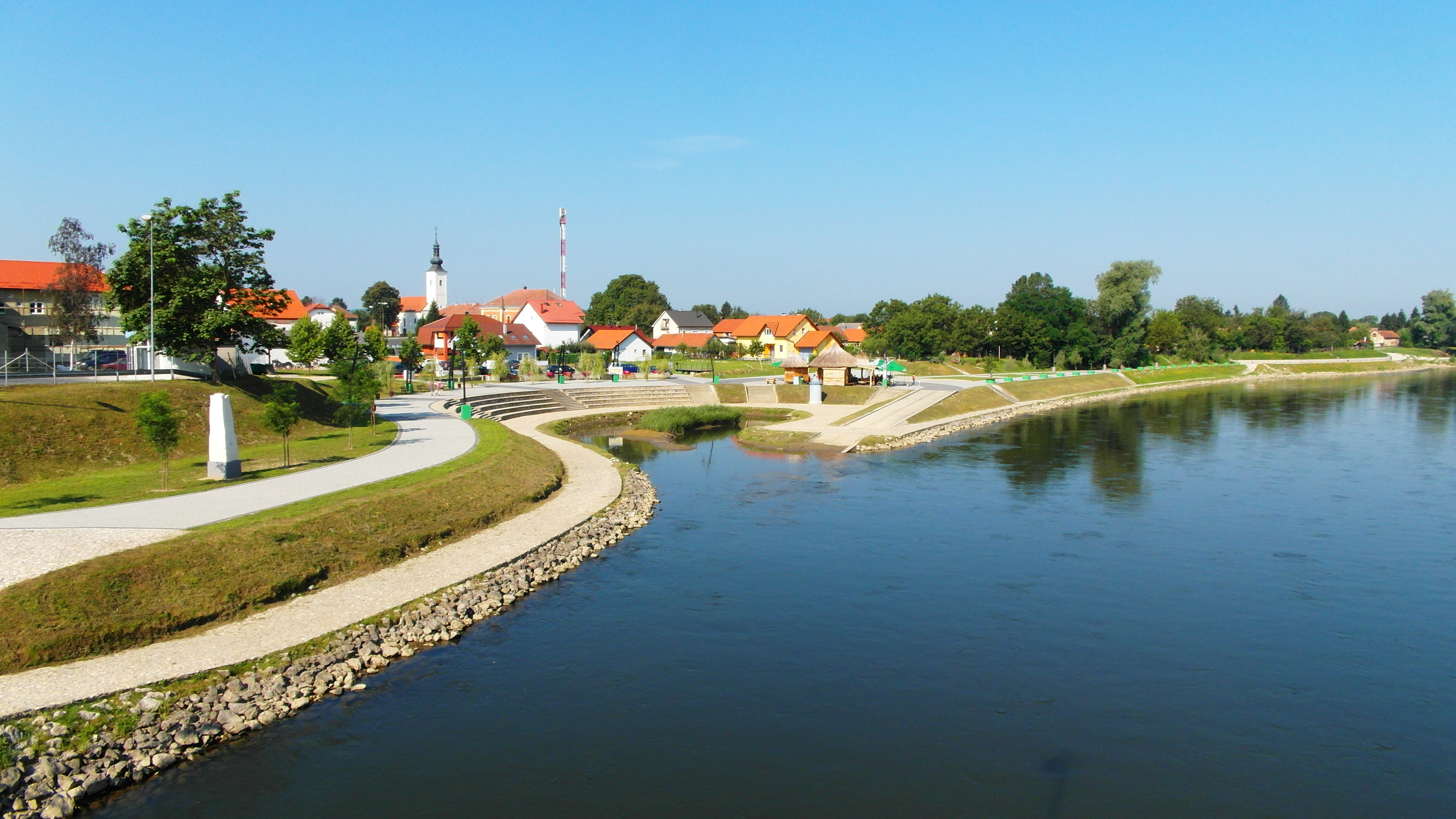
這是位於穆爾斯科斯雷迪什切的城鎮圖片。

穆爾斯科斯雷迪什切是克羅地亞的城鎮，位於該國北部穆爾河畔，由梅吉穆列縣負責管轄，海拔高度160米，主要經濟活動是紡織業和旅遊業，2011年人口6,334。

## 外部連結
- Mursko Središće （页面存档备份，存于）